# Vasile Zavoda
Vasile Zavoda (Bistrița, 26 de julio de 1929 - ibídem, 14 de julio de 2014) fue un futbolista rumano que jugaba en la demarcación de defensa.

## Biografía
Debutó como futbolista en 1950 con el FC Baia Mare, aunque sólo jugó en el club durante un año. Posteriormente fichó por el Steaua de Bucarest. Con el equipo llegó a ganar la Liga I en cinco ocasiones, y la Copa de Rumania en otras cuatro. Cerró su etapa en el equipo con un total de dos goles y 259 partidos jugados. Tras un breve paso por el ASA Târgu Mureș, se retiró como futbolista en 1965.
Falleció el 14 de julio de 2014 en Bistrița a los 84 años de edad.

## Selección nacional
Llegó a jugar un total de veinte partidos para la selección de fútbol de Rumania. Debutó en 1951 contra Checoslovaquia, y jugó su último partido once años después contra Alemania Democrática. Además jugó los Juegos Olímpicos de Helsinki 1952.

## Clubes
| Club               | País    | Año         | Partidos | Goles |
| ------------------ | ------- | ----------- | -------- | ----- |
| FC Baia Mare       | Rumania | 1950        | ¿?       | ¿?    |
| Steaua de Bucarest | Rumania | 1951 - 1964 | 259      | 2     |
| ASA Târgu Mureș    | Rumania | 1964 - 1965 | ¿?       | ¿?    |

## Palmarés

### Campeonatos nacionales
| Título          | Club               | País    | Año  |
| --------------- | ------------------ | ------- | ---- |
| Liga I          | Steaua de Bucarest | Rumania | 1952 |
| Liga I          | Steaua de Bucarest | Rumania | 1953 |
| Liga I          | Steaua de Bucarest | Rumania | 1956 |
| Liga I          | Steaua de Bucarest | Rumania | 1960 |
| Liga I          | Steaua de Bucarest | Rumania | 1961 |
| Copa de Rumania | Steaua de Bucarest | Rumania | 1952 |
| Copa de Rumania | Steaua de Bucarest | Rumania | 1953 |
| Copa de Rumania | Steaua de Bucarest | Rumania | 1956 |
| Copa de Rumania | Steaua de Bucarest | Rumania | 1962 |